# Milan Misic
Milan Misic (* 1981) ist ein deutscher Footballtrainer und ehemaliger -spieler. Derzeit ist er Defensive Line Coach bei der Frankfurt Galaxy.

## Laufbahn
Misic machte die ersten Schritte seiner Footballlaufbahn bei den Neuwied Rockets. 1998 schloss er sich den Mainz Golden Eagles an. Im Jahr 2000 wurde der 1,88 Meter messende Misic Mitglied der Hamburg Blue Devils, spielte für den Nachwuchs der Hanseaten und erhielt für ein Vergleichsspiel mit einer Auswahl aus den Vereinigten Staaten die Einberufung in eine aus europäischen Nachwuchskräften gebildete Mannschaft.
Von 2001 bis 2003 trug Misic das Hemd der Cologne Crocodiles und ging dann an die Nicholls State University (US-Bundesstaat Louisiana). Dort spielte er ab 2004 und absolvierte ein Grafikstudium. Nach seiner Rückkehr nach Deutschland stand Misic 2006 wieder für die Hamburg Blue Devils auf dem Rasen, für die er mit Ausnahme der Saison 2007 bis 2010 spielte. Misic, der in der Defensive Line zum Einsatz kam, wurde 2010 mit der deutschen Nationalmannschaft Europameister. Bei der Weltmeisterschaft 2011 erreichte er mit Deutschland den fünften Rang, zu diesem Zeitpunkt war er bereits Mitglied der Wiesbaden Phantoms, denen er sich im Vorfeld der GFL-Saison 2011 angeschlossen hatte.